# Dirk Shafer
Dirk Alan Shafer (* 7. November 1962 in Carbondale, Illinois; tot aufgefunden am 5. März 2015 in West Hollywood, Kalifornien) war ein US-amerikanischer Fitnesstrainer, der früher als Filmschauspieler, Filmregisseur, Drehbuchautor und Model arbeitete.

## Leben
Dirk Shafer wuchs in Oklahoma auf. Seine ersten homosexuellen Erfahrungen machte Shafer im Alter von siebzehn Jahren auf der High School, als er über ein Jahr lang eine geheimgehaltene Liebesbeziehung zu einem 29-jährigen Sportlehrer einer anderen High School hatte. Shafer absolvierte ein Filmstudium an der University of Oklahoma. Sein Kurzfilm Lace Ladies, eine Geschichte über drei weibliche Teenager, die aus ihrer kleinen Heimatstadt abhauen wollen, brachte ihm eine Nominierung bei den Student Academy Awards ein.
Nach seinem Abschluss zog Shafer nach Hollywood, wo er sich als Model und Fitnesstrainer finanziell über Wasser hielt; außerdem hatte er diverse kleinere Jobs bei verschiedenen Filmproduktionsgesellschaften, wo er unter anderem für den Drehbuchautoren und Filmregisseur Colin Higgins an der Entwicklung von Filmprojekten und bei Drehbüchern mitarbeitete.
Anfang der 1990er Jahre erhielt er das Angebot des amerikanischen Magazins Playgirl für Fotoaufnahmen. Shafer war erstmals 1990 als Centerfold in der Heftmitte in der Holiday Issue des Magazins mit Nacktaufnahmen zu sehen. Aus zwölf weiteren Kandidaten wurde er von den Playgirl-Lesern 1992 zum Man of the Year gewählt, woraufhin er als Sieger in der Februar-Ausgabe 1992 nochmals für ein Fotoshooting mit Nacktaufnahmen posierte.
Shafer wurde nach seinem Sieg von den Playgirl-Herausgebern konsequent zum heterosexuellen Traummann und Frauenschwarm aufgebaut: unter den Leserinnen, die Shafer gewählt hatten, wurde ein Date mit Shafer in Manhattan verlost; es wurde auch eine 0900-Telefonhotline eingerichtet, in der Leser direkt mit Shafer sprechen konnten. Ein Jahr lang repräsentierte Shafer als Playgirl’s Man of the Year 1992 das Magazin Playgirl unter anderem mit zahlreichen, medienwirksam inszenierten Talkshow-Auftritten, unter anderem bei Joan Rivers, Phil Donahue and Jerry Springer. Shafers Homosexualität war den Herausgebern von Playgirl dabei bekannt.
Shafers offizielles Coming-out erfolgte spätestens 1995 mit dem Film Man of The Year, bei dem er als Hauptdarsteller, Regisseur und Drehbuchautor mitwirkte. In einer satirisch-ironischen Filmkomödie, dem Genre der Mockumentary folgend, schilderte er darin seine Erfahrungen während seiner Zeit als Playgirl-Model. In dem Film wirkten auch der ehemalige Pornodarsteller Rex Chandler, der sich selbst darstellte und parodierte, und Thom Collins mit, wie Shafer ebenfalls ein ehemaliges Playgirl-Model, der später in Los Angeles Karriere als Tänzer und Drag Queen machte.
2001 inszenierte Shafer den Independentfilm Circuit, die Geschichte eines geouteten Kleinstadt-Polizisten, der nach Los Angeles zieht, mit einem Stricher Freundschaft schließt und dort in die wilde schwule Partyszene (Circuit Parties) eintaucht. 2001 übernahm Shafer auch eine Episodenrolle als Blaze in der Sitcom Will & Grace.
Shafer arbeitete als Fitnesstrainer und ausgebildeter Pilateslehrer in Los Angeles; zu seinen Klienten gehörten auch die Schauspieler James Garner, Richard Dreyfuss und Eric McCormack.
Am 5. März 2015 wurde Shafer tot in seinem Wagen in West Hollywood aufgefunden.

## Filmografie (Auswahl)

### Schauspieler
- 1995: Man of the Year
- 2001: Will & Grace

### Regisseur
- 1995: Man of the Year
- 2001: Circuit

### Drehbuchautor
- 1992: Inside Out II (Segment Double Vision)
- 1995: Man of the Year
- 2001: Circuit